# Yolanda Ramos
Pour les articles homonymes, voir Ramos.
Yolanda Ramos (né à Cerdanyola del Vallès le 4 septembre 1968) est une actrice comique et scénariste espagnole.
Elle a participé à plusieurs spectacles des compagnies théâtrales El Terrat et La cubana. Grâce à ses rôles dans des programmes télévisés comme Homo Zapping et son rôle comme présentatrice dans le film Volver, elle est devenue très connue en Espagne. Elle fut la scénariste de la campagne publicitaire de l'ONCE en 2000. Actuellement[Quand ?], elle est l'une des actrices principales de la version du Saturday Night Live espagnol avec Edu Soto, Secun de La Rosa, Gorka Otxoa et Eva Hache.

## Émissions de télévision
- En famille (2018)
- Comment j'ai failli rater mon mariage (2015)
- Cafetería Manhattan (2007)
- El Intermedio (2006-2008)
- 7 vidas (2006)
- Buenafuente (2005)
- Homo Zapping(2003-2005)
- Los más (2005)
- Vitamina N (2002-2004)
- Me lo dijo Pérez (1999)

## Cinéma
- Volver (2006) : La présentatrice TV

## Séries
- Paquita Salas (2016-)
- Benvinguts a la família

## Distinction
- 7e cérémonie des prix Feroz : meilleure actrice dans un second rôle pour son rôle dans Paquita Salas[1]

## Voix françaises
- Dorothée Jemma dans Volver (2006)